# NGC 6086
NGC 6086 est une lointaine et vaste galaxie elliptique située dans la constellation de la Couronne boréale. Sa vitesse par rapport au fond diffus cosmologique est de 9 446 ± 15 km/s, ce qui correspond à une distance de Hubble de 139,3 ± 9,8 Mpc (∼454 millions d'al). NGC 6086 a été découverte par l'astronome allemand Albert Marth en 1864.

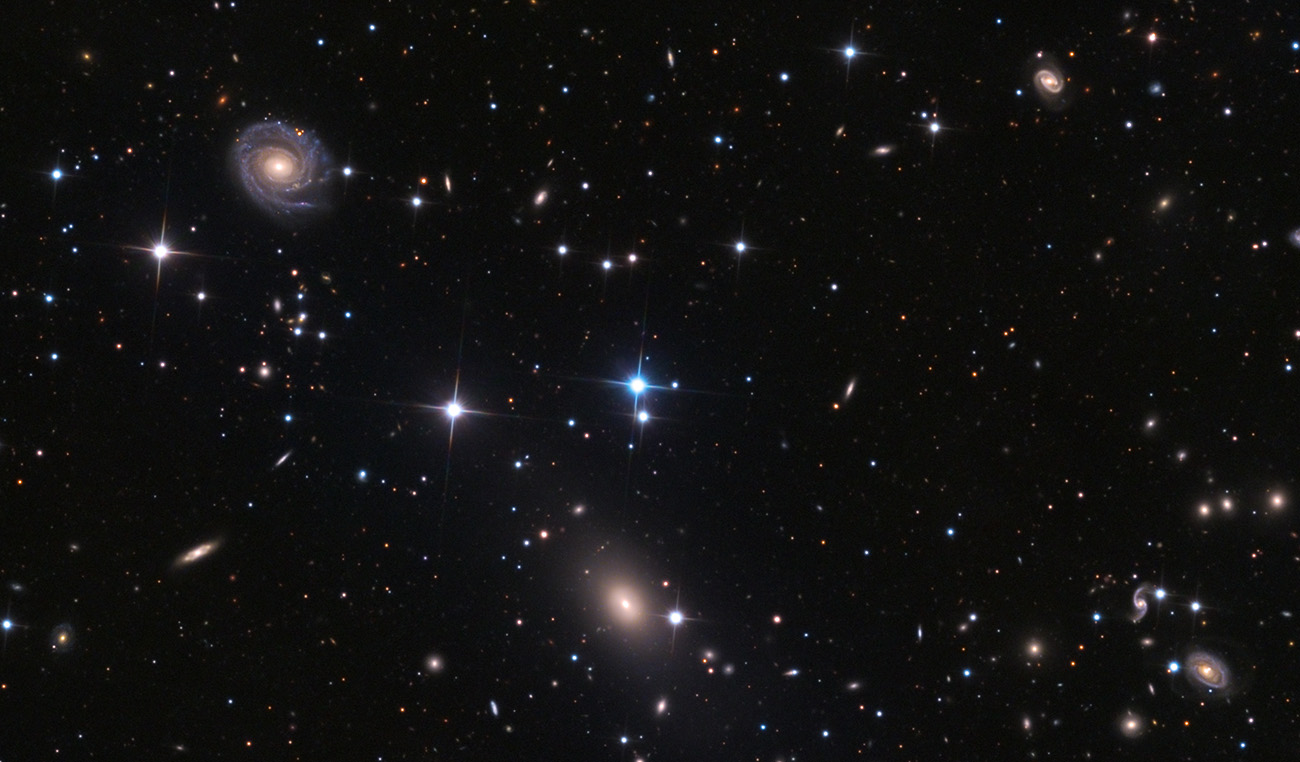
NGC 6085 et NGC 6086 par Adam Block (Observatoire du mont Lemmon/Université de l'Arizona).

À ce jour, dix mesures non basées sur le décalage vers le rouge (redshift) donnent une distance de 142,150 ± 44,665 Mpc (∼464 millions d'al), ce qui est à l'intérieur des valeurs de la distance de Hubble.

## Abell 2162
NGC 6086 est aussi désigné comme ABELL 2162:ZB089 O2 ou encore ABELL 2162:ZB089 R2 dans l'article de Zhao, Burns et Owen. Plusieurs autres désignations contenant la chaîne de caractères ABELL 2162 sont aussi indiquées sur la base de données NASA/IPAC. Ces désignations signifient que NGC 6086 fait partie de l'amas de galaxies Abell 2162. C'est d'ailleurs la galaxie la plus brillante de cet amas.

## Trou noir supermassif
Selon les auteurs d'un article publié en 2002, la masse du trou noir central de NGC 6086 est de 9,12 x 108{\displaystyle M_{\odot }} (108,96{\displaystyle M_{\odot }}).  
En été 2010, une équipe de sept scientifiques a fait une étude portant sur le trou noir central de NGC 6086. Ils ont effectué deux mesures directes et une mesure indirecte. Ils ont réalisé la première et la deuxième mesure avec l'interféromètre OSIRIS du télescope Keck I, en mesurant la vitesse des étoiles proches du trou noir de NGC 6086 dans la lumière visible et la lumière infrarouge. La mesure dans la lumière visible donne une masse de 3,6+1,7
−1,1 milliards de M☉ tandis que la mesure dans les infrarouges donne une masse de 4,6+0,3
−0,7 milliards de M☉, les modèles des trous noirs centraux confirment la présence d'un trou noir dont la masse se situe entre ~ 3 et ~ 4 milliards de M☉. La troisième estimation de masse a été faite avec les données du Télescope Keck I et le modèle de rapport entre la matière noire, le trou noir central et la luminosité du cœur galactique, ce modèle fait baisser drastiquement la masse du trou noir, il arrive à un résultat de 0,6 milliard de M☉.